# Jardins de Lamia
Les jardins de Lamia (en latin : Horti Lamiani) sont de grands jardins situés à Rome, au sommet de l'Esquilin, à l'emplacement de l'actuelle piazza Vittorio Emanuele II, dans le quartier de l'Esquilin.

## Histoire

### Antiquité
Les terres sur lesquelles sont aménagés les jardins, situées à l'extérieur du mur Servien, font partie de la grande nécropole de l'Esquilin. Elles sont par la suite achetées par une famille qui vient peut-être de Formia et qui commence son ascension sociale à Rome avec Lucius Aelius Lamia (préteur), pour atteindre son apogée avec son petit-fils qui porte le même nom, Lucius Aelius Lamia, consul en 3 ap.J.-C et ami de Tibère, qui aménage les premiers jardins. Elles deviennent propriété impériale à sa mort, sous Tibère ou Caligula qui y établit sa résidence et, selon le témoignage de Philon d'Alexandrie qui les visita en 38, fit exécuter une série de travaux de restauration sur les bâtiments existant dans le parc, de façon que la demeure puisse « devenir encore plus splendide ». Il y sera enterré juste après sa mort, pendant un bref moment.
Les Horti Lamiani sont contigus aux Horti Maecenatis et aux Horti Maiani. D'ailleurs, sous Claude, un même procurateur supervise les Horti Lamiani et les Horti Maiani (procurator hortorum Lamianorum et Maianorum).

### Fouilles archéologiques
Les premières découvertes archéologiques sur le site remontent au XVIe siècle avec la mise au jour de statues et de peintures comme le Discobole Lancelotti exposé au Museo Nazionale Romano et les Nozze Aldobrandini exposées dans la Bibliotheca apostolica vaticana.

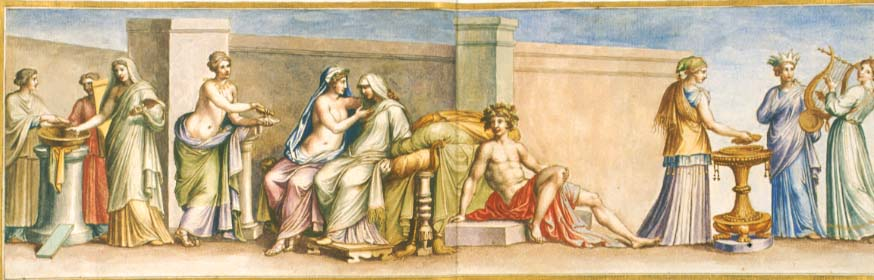
Nozze Aldobrandini, d'après une aquarelle de Pietro Santi Bartoli, Bibliotheca apostolica vaticana.

Les principales découvertes datent du XIXe siècle lors des travaux de construction du nouveau quartier de l'Esquilin. Les fouilles menées par R. Lanciani sont menées rapidement et restent inachevées quand les travaux reprennent.
Entre 2006 et 2009, de vastes fouilles entreprises dans le secteur mettent en évidence certaines zones inconnues des jardins, non loin de la zone fouillée un siècle plus tôt par Lanciani. D'autres fouilles ont complété ces recherches à l'occasion des travaux sur la ligne A du métro entre janvier 2005 et novembre 2006.

## Description
Les jardins constituent un vaste complexe qui s'articule autour d'une grande villa comprenant des terrasses et des pavillons qui lui permettent de s'adapter au relief et de s'intégrer dans le paysage, selon le modèle hellénistique.
Les structures découvertes à la fin du XIXe siècle comprennent une nymphée grandiose formant une pente comme des gradins de théâtre et donnant sur une vallée, un long portique sur lequel donnaient les pièces décorées de peintures de jardin et l'ensemble magnifique décrit par Lanciani, constitué d'un long cryptoportique et d'une série de pièces ayant une fonction thermale. Ces ruines sont aujourd'hui cachées par la ville moderne.
La décoration des jardins comprend des fresques représentant des scènes extérieures se déroulant dans des jardins. Les édifices sont revêtus de marbres avec des coquillages apparents (crustae marmoreae) incrustés de fragments de marbres colorés. Les murs sont décorés de plaques de bronze incrustées de pierres précieuses. Voici le rapport qu'en a fait R. Lanciani en 1875 :

« J'ai vu une galerie de soixante-neuf pieds de long dont la chaussée était composée des variétés les plus rares et coûteuses d'albâtres et dont le plafond était soutenu par vingt-quatre colonnes cannelées de marbre jaune antique reposant sur des bases en or. J'ai vu une autre pièce, pavée de dalles ornées d'yeux de paon, dont les murs étaient couverts d'ardoise noire et ornés de gracieuses arabesques en feuille d'or. Et puis j'ai vu une troisième pièce où le sol était constitué de dalles d'albâtre encadrées par de la pâte de verre verte. Dans les parois de la pièce étaient intégrées plusieurs jets d'eau placés à une distance d'un mètre les uns des autres, qui se croisent de manières diverses dans un jeu de lumière extraordinaire. Toutes ces choses ont été découvertes en novembre 1875. »

— R.Lanciani (traduit de l'italien), Fascino di Roma antica, Quasar, Rome, 1986

### Œuvres d'art des jardins
Parmi les sculptures qui ornent les jardins, on peut citer une Vénus esquiline et un buste de Commode représenté en Hercule, tous deux exposés aux musées du Capitole.
De nombreuses sculptures ont été découvertes dans une même pièce souterraine, certainement placées là non pour la décoration mais pour les protéger d'un péril imminent ou plus simplement le temps de travaux de restauration. Parmi celles-ci, on trouve une statue de Bacchus couronnée de lierre et de corymbe, les bustes de deux Tritons dont les chevelures ont conservé des traces de dorure, le buste de Commode et des fragments du podium qui le soutenait, deux statues de muses et une statue de Vénus qui se prépare à entrer dans son bain, les cheveux noués par un ruban.

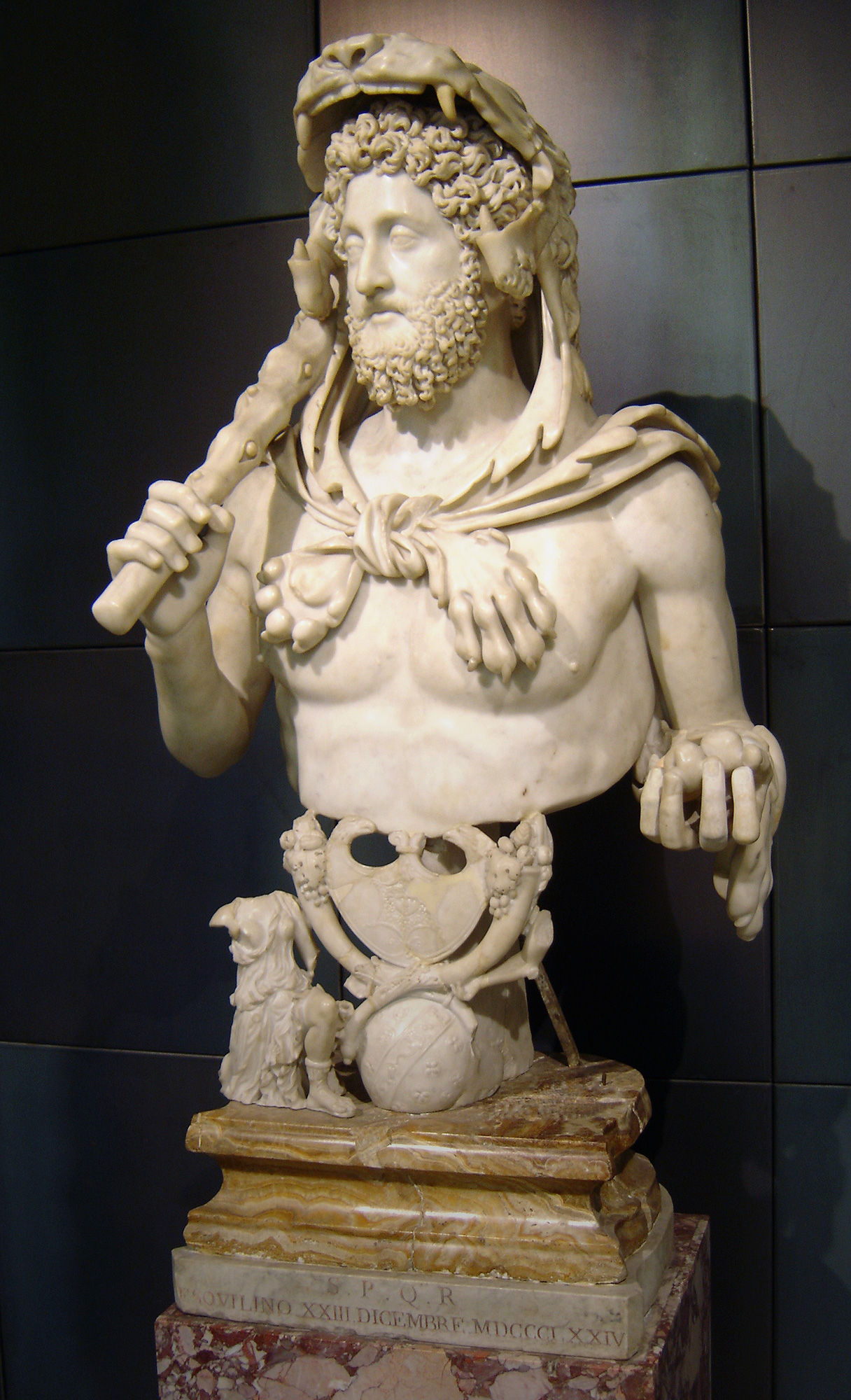
Commode représenté en Hercule, Musei Capitolini.
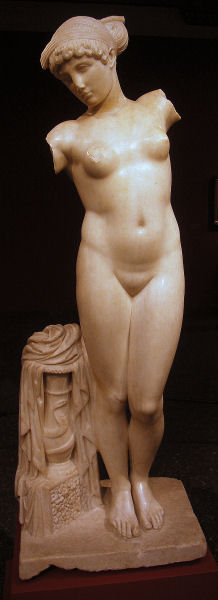
Vénus esquiline, Musei Capitolini.
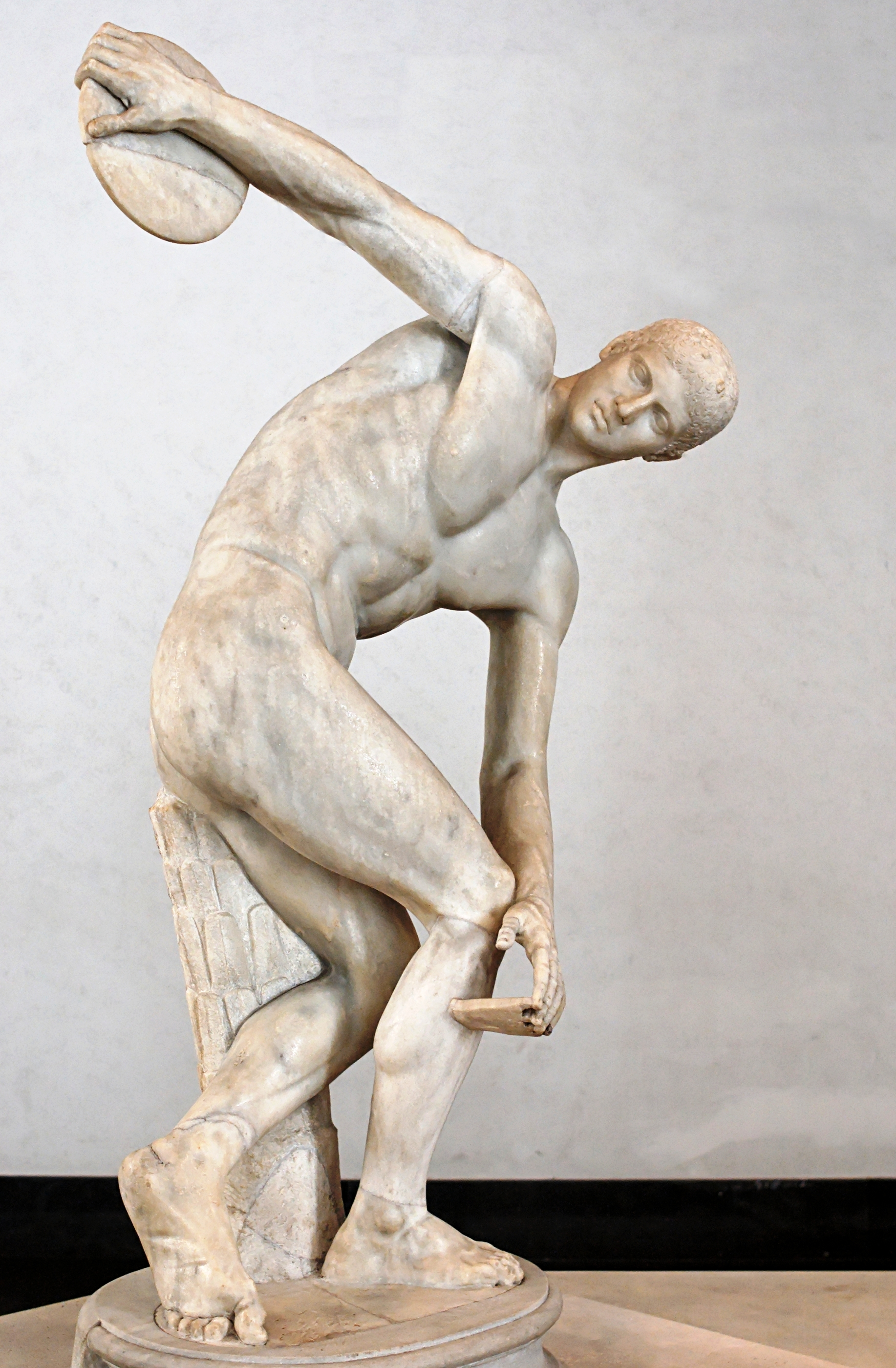
Discobole Lancelloti, Museo Nazionale Romano.
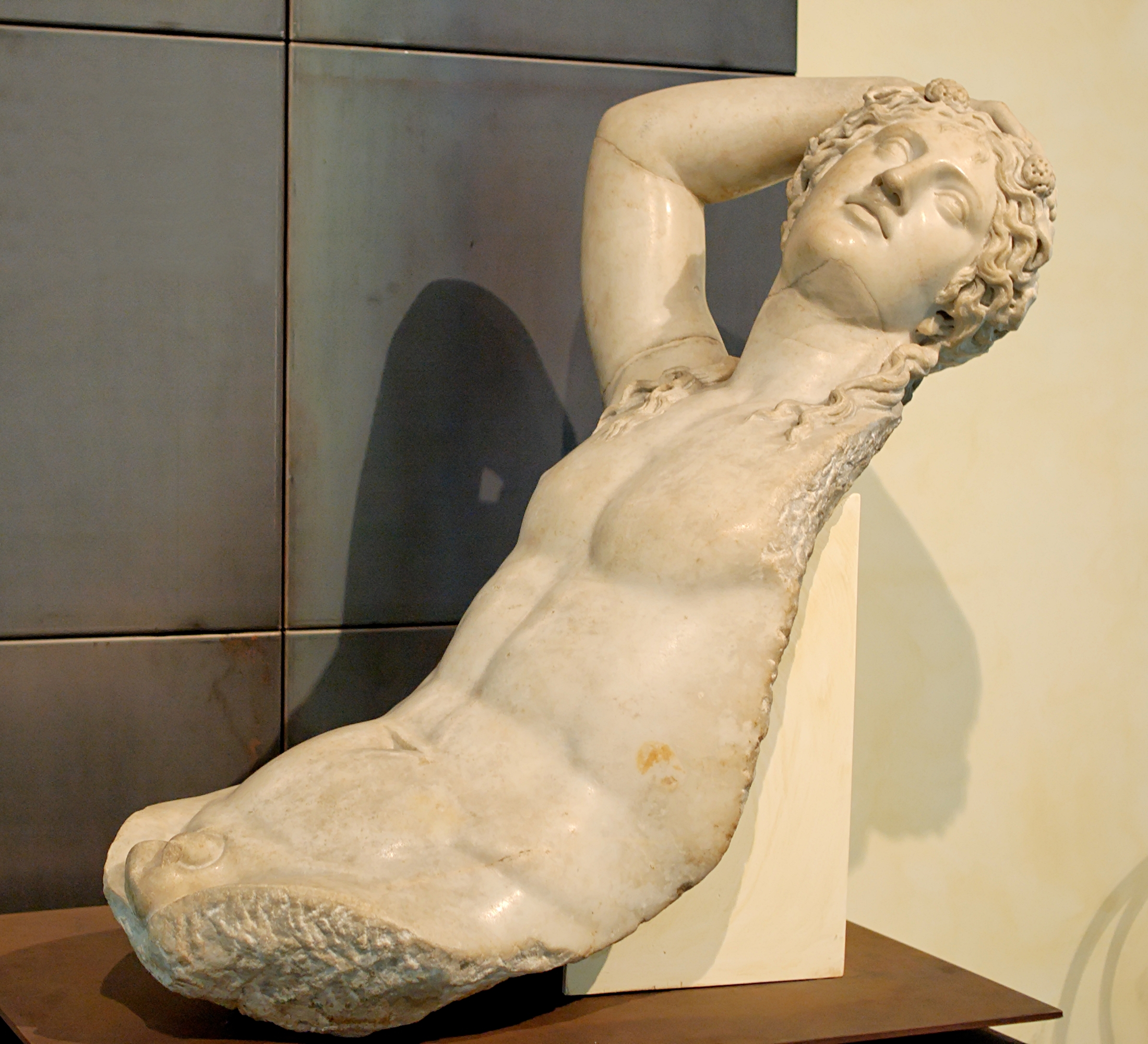
Torse de Bacchus, époque antonine, Musei Capitolini.
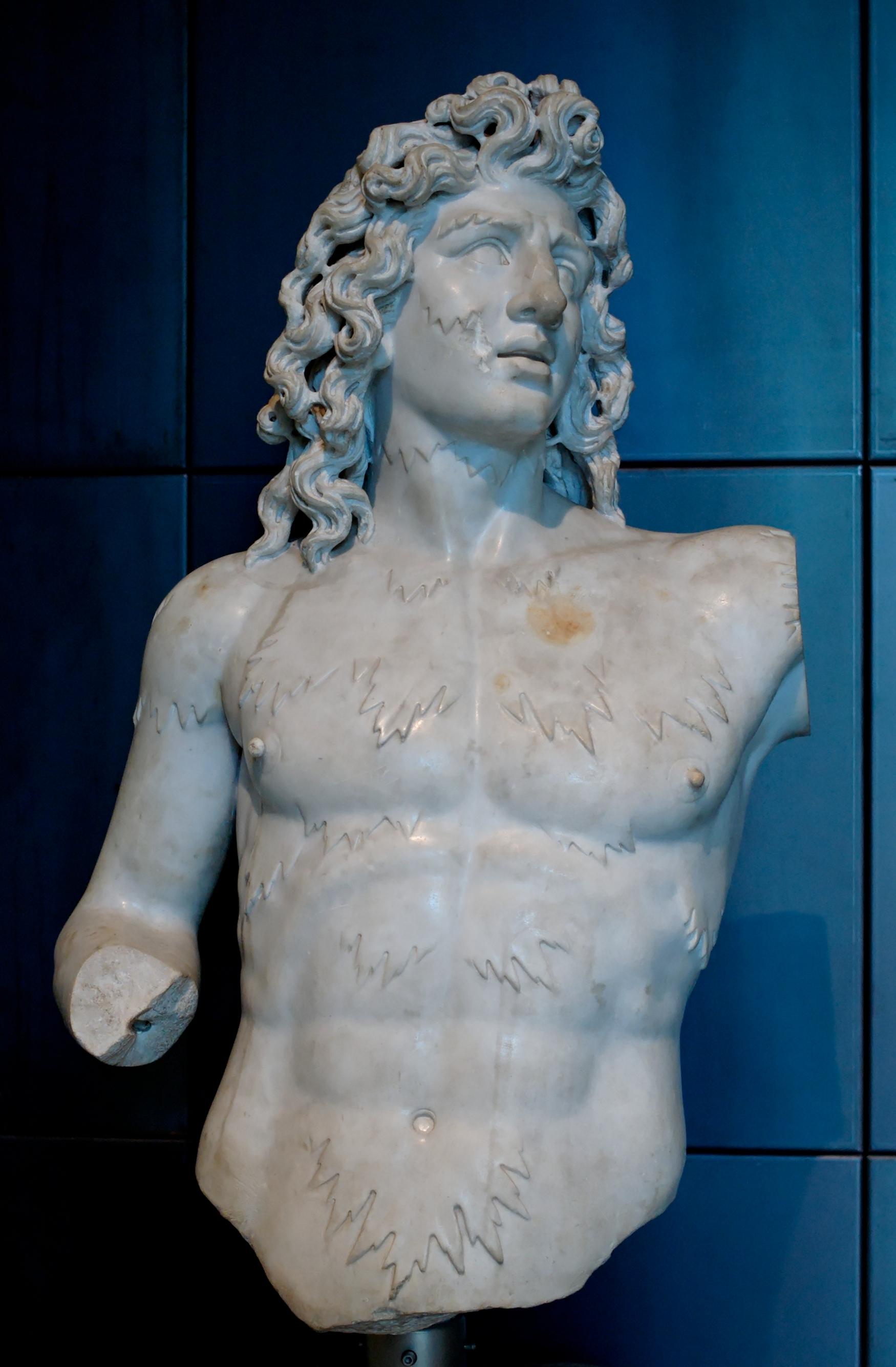
Buste d'un Triton ou d'un Centaure marin, Musei Capitolini.